# Магомедов, Мухтар Сулейманович
Мухтар Магомедович Сулейманов (род. 18 января 1942 в с. Урахи Сергокалинского района ДАССР) — советский самбист и борец вольного стиля. Заслуженный мастер спорта СССР по самбо, Мастер спорта СССР по вольной борьбе, Заслуженный тренер России. 2 кратный Чемпион СССР по самбо, Чемпион СССР среди военнослужащих по самбо, Чемпион РСФСР по вольной борьбе. 

## Биография
Родился 18 января 1942 года в селе Урахи Сергокалинского Дагестанской АССР в семье Участника ВОВ, кавалера ордена Красной Звезды Сулеймана Магомедова. По национальности - даргинец.
В 1960 году окончил Каякентскую среднюю школу, далее три года отслужил в рядах Советской Армии с 1960 по 1963 г.г. - гвардии старшина.
Чемпион СССР среди военнослужащих по самбо (1962). Мастер спорта СССР по самбо (1967). Чемпион СССР среди молодёжи по самбо (1966).
После демобилизации, в 1963 году поступил на физкультурный факультет ДГПИ, который окончил с отличием в 1968 году.
С 1968 по 1971 г.г - неоднократный Чемпион ДАССР по вольной борьбе, Чемпион РСФСР 1970 г. Мастер спорта СССР по вольной борьбе (1970).
Чемпион СССР среди по молодёжи по самбо (1970). Чемпион Международных турниров по самбо и по вольной борьбе (1970-1974).
С 1971 по 2014 г.г - тренер-старший преподаватель сборной команды ДГПИ "Буревестник" по вольной борьбе. Чемпион ЦСО "Буревестник".
Заслуженный мастер спорта СССР по самбо (1983), Заслуженный тренер России по самбо (2000).
Награждён медалью "Ветеран труда" и Почётной Грамотой Президиума Верховного Совета ДАССР.

## Известные воспитанники
- Магомедов, Магомед Ибрагимович - ЗМС СССР, 4 кратный Чемпион Европы, обладатель Кубка Мира, Чемпион СССР по вольной борьбе ;
- Абдусаламов, Магомед Магомедгаджиевич - МС России, Чемпион США (WBS), 2 кратный Чемпион России по боксу ;